# George A. Wilson
George Allison Wilson (Menlo, Iowa, 1 d'abril de 1884 - 8 de setembre de 1953) va ser un polític estatunidenc, membre del Partit Republicà. Va ser el senador per l'estat d'Iowa des de 1943 fins a 1949. Va ser a més 28è governador d'Iowa des de 1939 fins a 1943.